# Hiew
Hiew (skrót od Hacker’s View, dosłownie: „podgląd hakera”) – edytor heksadecymalny dla systemów DOS i Windows napisanym przez Jegwieniła Suslikowa (ros. Евгений Сусликов, w kręgach anglojęzycznych: Eugene Suslikov, jego nick: SEN).
Wśród jego funkcji znajdują się możliwości edycji w trybie zwykłego tekstu, szesnastkowym (hex) i trybie deasemblera. Program ten jest przydatny do edycji plików wykonywalnych jak COFF, PE czy ELF.

## Funkcje
Hiew posiada funkcje takie, jak:
- wbudowany x86, x86-64 i ARMv6 assembler i deassembler.
- szukanie patternów (wzorów) w trybie deassemblera
- wsparcie dla następujących formatów wykonywalnych: NE, LE, LX, PE i ELF
- wbudowany kalkulator wartości 64-bitowych
- obsługuje pliki o nieskończonej wielkości